# Pushing the Senses
Pushing the Senses es el quinto álbum de la banda británica de rock Feeder lanzado por Echo Label, Liberation Music y PIAS el 31 de enero de 2005 en Gran Bretaña, Australia, Nueva Zelandia y Europa y por Pony Canyon en Japón el 10 de febrero de 2005. Debutó en el UK albums chart, y vendió 42,951 copias.

## Lista de canciones
| N.º | Título               | Duración |  |
| 1.  | «Feeling a Moment»   | 4:08     |  |
| 2.  | «Bitter Glass»       | 4:34     |  |
| 3.  | «Tumble and Fall»    | 4:19     |  |
| 4.  | «Shatter»            | 4:14     |  |
| 5.  | «Pushing the Senses» | 3:28     |  |
| 6.  | «Frequency»          | 3:09     |  |
| 7.  | «Morning Life»       | 4:02     |  |
| 8.  | «Pilgrim Soul»       | 3:44     |  |
| 9.  | «Pain on Pain»       | 4:04     |  |
| 10. | «Dove Grey Sands»    | 4:37     |  |

## Posicionamiento
| Listas (2005)           | Posición |
| ----------------------- | -------- |
| Austrian Albums Chart   | 62       |
| Dutch Albums Chart      | 80       |
| Flanders Albums Chart   | 61       |
| European Top 100 Albums | 11       |
| Irish Albums Chart      | 16       |
| Japanese Albums Chart   | 59       |
| Swiss Albums Chart      | 75       |
| UK Albums Chart         | 2        |